# Gina Cigna
Gina Cigna (* 6. März 1900 in Angers; † 26. Juni 2001 in Mailand; geboren als Genevieve Cigna) war eine italienisch-französische Opernsängerin (Sopran) und Gesangslehrerin.

## Leben

### Ausbildung, Karrierebeginn und Durchbruch
Cigna wurde als Tochter eines Vaters italienischer Herkunft in Paris geboren. Sie wandte sich zunächst dem Klavier zu und studierte am Conservatoire de Paris bei Alfred Cortot. 1921 heiratete sie den Tenor Maurice Sens, der ihre außergewöhnliche Stimme entdeckte. Daraufhin nahm sie Gesangsstunden bei Emma Calvé, Hariclea Darclée und Rosina Storchio. Zunächst versuchte sie sich als Mezzosopranistin, wechselte jedoch wenig später zum Sopran.
Ihr Debüt gab sie 1927 an der Mailänder Scala als Freia in Wagners Rheingold. Hier trat sie unter ihrem Ehenamen Ginette Sens auf, nahm jedoch den Künstlernamen Gina Cigna an, als sie zwei Jahre später nach Engagements an anderen italienischen Opernhäusern an die Scala zurückkehrte, um die Donna Elvira in Don Giovanni darzustellen. Diese und die folgende Rolle als Elisabeth in Tannhäuser und der Sängerkrieg auf Wartburg verhalfen ihrer Karriere zum Durchbruch.

### Auf dem Höhepunkt
In den nächsten Jahren zeigte sie weltweit ihr Können, u. a. in Paris, New York City, Berlin, Wien und Chicago, sowie in den großen Opernhäusern Italiens. Wichtige Auftritte hatte sie 1935 in der Oper Norma in Bellinis Geburtsstadt Catania anlässlich dessen 100. Todestages und in Aida im Royal Opera House Covent Garden am 12. Mai 1937, dem Krönungstag des britischen Königs Georg VI. Letzteres sorgte bei einigen Zuhörern für Missfallen, da sie lieber die Engländerin Eva Turner auf der Bühne gesehen hätten.
Darbietungen in Opern von Giacomo Puccini nahmen den Großteil ihrer Laufbahn ein: Insgesamt war Cigna rund fünfhundertmal in Turandot und rund vierhundertmal in Tosca zu sehen. Sie sang in zwei Weltpremieren: Zum einen 1934 in Respighis La fiamma, zum anderen 1939 in Panizzas Oper Bizancio.

### Abkehr von der Bühne und letzte Jahre
Unerwartet musste sie 1947 ihre Karriere beenden, als sie infolge eines Autounfalls einen Herzinfarkt erlitt. Anschließend war sie als Gesangslehrerin tätig, zu ihren Schülerinnen gehörten Fiorenza Cossotto und Gena Dimitrowa. 101-jährig verstarb sie 2001 in Mailand.